# تونغهوا
تونغهوا (بالصينية: 通化市 )‏ هي مدينة على مستوى محافظة، في جمهورية الصين الشعبية، تتبع جيلين، تبلغ مساحتها 15,195 كيلومتر مربع، رمزها البريدي هو 134000.

## مدن توأم
المدن التوأم:
- ماغادان.

## التقسيمات الإدارية
- Dongchang, Tonghua [الإنجليزية]‏
- Erdaojiang, Tonghua [الإنجليزية]‏
- Tonghua County [الإنجليزية]‏
- Huinan County [الإنجليزية]‏
- Liuhe County [الإنجليزية]‏
- مايهيكو
- جيان  [لغات أخرى]‏.